# Okano Keijirō

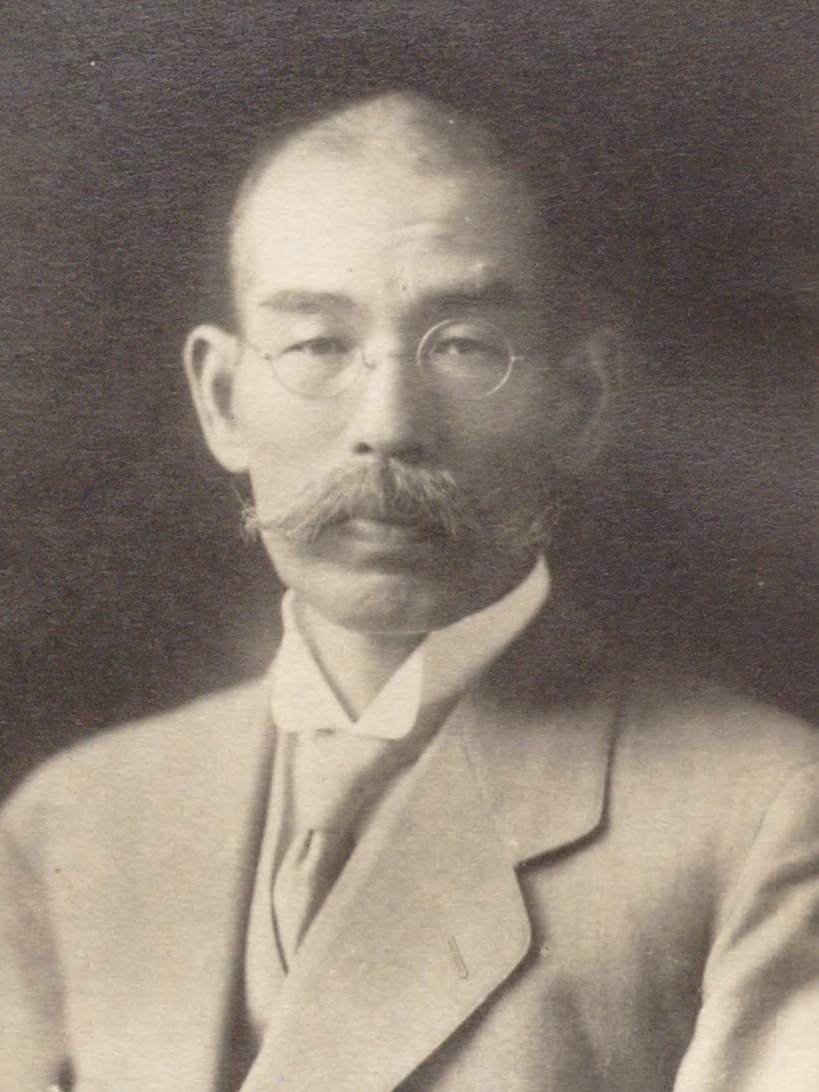
Okano Keijirō

Okano Keijirō (japanisch 岡野 敬次郎; geboren 9. November 1865 in der Provinz Kōzuke; gestorben 23. Dezember 1925 in der Präfektur Kanagawa) war ein japanischer Rechtsgelehrter und Politiker.

## Leben und Wirken
Okano Keijirō war Sohn von Okano Chikami (岡野親美). Nach dem Besuch der „1. Höhere Schule Tokio“ begann er ein Studium an der juristischen Fakultät der Kaiserlichen Universität Tokio, das er 1886 abschloss. Anschließend wurde er an seiner Alma Mater Assistenzprofessor. Während dieser Zeit bildete er sich von 1891 bis 1895 Jahre in Deutschland unter Otto von Gierke in Berlin weiter. Nach seiner Rückkehr 1895 wurde er Professor für Handelsrecht.
Als Mitglied des „Code Compilation Committee“ (法典編纂委員会, Hōten hensan iinkai) trug Okano mit Ume Kenjirō (1860–1910) und Tanabe Kaoru (田部 芳; 1860–1936) zum Entwurf des „Commercial Code“ (商法典, Shōhō-ten) bei, der 1899 verkündet wurde. 1906 war er Gründungsmitglied der „Südmandschurischen Eisenbahn-Gesellschaft“. Von 1906 bis 1908 war er Direktor des „Legislative Bureau“ (法制局, Hōseikyoku) im Kabinett Saionji I, von 1911 bis 1912 im Kabinett Saionji II und 1913 noch einmal im Kabinett Yamamoto I. Von 1909 bis 1925 wurde er auf kaiserlichen Befehl in das Herrenhaus des Parlaments gewählt.
Okano war seit 1913 Präsident des Verwaltungsgerichtshofs (行政裁判所, Gyōsei saibansho) seit 1913. 1922 erließ er als Justizminister im Kabinett Katō Tomosaburō das Geschworenengesetz (陪審法, Baishin-hō) und galt am Ende des Kabinetts 1923/1924 als einer der einflussreichsten Kandidaten für das Amt des nächsten Premierministers. Er war im Kabinett Yamamoto II Kultusminister von 1923 bis 1924 und zugleich Minister für Landwirtschaft und Handel, 1925 Vizepräsident des Privy Council. Er arbeitete hart daran, dass die „Igirisu hōritsu gakkō“ (英吉利法律学校) zur Chūō-Universität aufgewertet wurde, deren erster Präsident er dann wurde.
Von November 1925 bis zu seinem Tode im Dezember war Okamoto Präsident der Akademie der Wissenschaften.